# دانیل برگمان
دانیل برگمان (سوئدی: Daniel Bergman؛ زادهٔ ۷ سپتامبر ۱۹۶۲) کارگردان سوئدی است. وی فرزند اینگمار برگمان و کبی لارتی است.
در کودکی در برنامه‌ای هشت قسمتی به نام «Stimulantia» بازی کرد که کارگردان یکی از قسمت‌ها پدرش بود. این فیلم کوتاه ۱۶ دقیقه‌ای به دو سال نخست زندگی دانیل می‌پردازد. مادر وی کبی لارتی نیز در فیلم دیده می‌شود.